# Hans Wolfgang Müller
Hans Wolfgang Müller (* 16. August 1907 in Magdeburg; † 6. Februar 1991 in Tutzing) war ein deutscher Ägyptologe. Er hatte von 1958 bis 1974 den Lehrstuhl für Ägyptologie an der Ludwig-Maximilians-Universität München inne und leitete die dortige Staatliche Sammlung Ägyptischer Kunst.

## Leben
Nach dem Abitur in Magdeburg nahm Hans Wolfgang Müller 1926 ein Jurastudium an der Universität Göttingen auf, wechselte aber noch im gleichen Jahr zum Studium der Klassischen Archäologie, Kunstgeschichte und Ägyptologie; er studierte bei Hermann Kees. Von 1928 bis 1930 studierte er bei Wilhelm Spiegelberg in München und 1930 bis 1931 bei Kurt Sethe in Berlin. Von 1930 bis 1937 wirkte er am Ägyptischen Museum Berlin als wissenschaftliche Hilfskraft. Für die Promotion 1932 kehrte er nach München an das inzwischen durch Alexander Scharff geleitete Institut zurück. 1933/34 erhielt er das Reisestipendium des Deutschen Archäologischen Instituts. Im Jahr 1937 begleitete er eine Expedition des Marburger Kunsthistorikers Richard Hamann nach Ägypten und Nubien. Er leitete Ausgrabungen auf dem ägyptischen Felsenberg Qubbet el-Hawa, die er dokumentierte und publizierte. Er beschäftigte sich eingehend mit der fotografischen Dokumentation ägyptischer Denkmäler. Aufgrund mangelnder nationalsozialistischer Gesinnung und aufgrund der Abstammung seiner Frau wurde er 1937 fristlos entlassen. Während des Krieges diente er als Übersetzer in Nordafrika, Italien und Ungarn. 
Nach Ende des Krieges wurde er 1946 in München habilitiert und war im Anschluss bis 1952 Privatdozent. Ab 1952 hatte er eine außerplanmäßige Professur an der Universität München inne und übernahm schließlich 1958 den Lehrstuhl für Ägyptologie von Hanns Stock. Damit wurde er auch nebenamtlicher Leiter der Ägyptischen Sammlung des Bayerischen Staates, die er systematisch erfassen ließ, erweiterte und in Ausstellungen neu präsentierte (ab 1970 in der Münchner Residenz). Müller organisierte die Ausstellungen 5000 Jahre ägyptische Kunst (1960–1961) und Nofretete-Echnaton (1976–1977). Er wirkte ab 1961 als Herausgeber der Ägyptologischen Forschungen und begründete 1962 die Münchner Ägyptologischen Studien. 1966 besuchte er erneut Ägypten. 
Er wurde 1974 emeritiert, im Jahr darauf übergab er auch die Museumsleitung an Dietrich Wildung, der erster hauptamtlicher Direktor der Staatlichen Sammlung Ägyptischer Kunst wurde. Danach initiierte Müller die Münchner Ausgrabungen in Minschat Abu Omar, die 1977 begannen. Müller war Kommissionsmitglied des Deutschen Archäologischen Instituts und Mitglied der Bayerischen Akademie; er war Berater des Metropolitan Museum of Art, New York. Sein Hauptinteresse galt der ägyptischen Kunstgeschichte und er legte eine umfangreiche fotografische Sammlung an, die 1986 von der Universitätsbibliothek Heidelberg erworben wurde. Insgesamt verfasste er mehr als 90 Monographien zur altägyptischen Kunst, und er hinterließ ein umfassendes Fotoarchiv.

## Schriften (Auswahl)
- Die Totendenksteine des Mittleren Reiches, ihre Genesis, ihre Darstellungen und ihre Komposition. In: Mitteilungen des Deutschen Instituts für Ägyptische Altertumskunde in Kairo. Band 4, 1933, ZDB-ID 206062-0, S. 165–206, (Zugleich: München, Universität, Dissertation, vom 3. August 1933).
- Die Felsengräber der Fürsten von Elephantine. Aus der Zeit des Mittleren Reiches (= Ägyptologische Forschungen. 9, ISSN 0933-338X). Augustin, Glückstadt u. a. 1940, (Herangezogen als Habilitations-Schrift 1946).
- Hans Wolfgang Müller, Eberhard Thiem: Die Schätze der Pharaonen. Augsburg 1998 ISBN 978-3-89441-417-7; idem, Gold of the Pharaohs. Cornell University Press, 1999 ISBN 978-0-8014-3725-0; idem, Gold of the Pharaohs. London 1998; idem, The Royal Gold of Ancient Egypt. London 1998 ISBN 978-1-86064-527-3; idem, L’or de l’Egypte Ancienne. Sélection du "Reader's digest, Bagneux 2000 ISBN 978-2-7098-1188-0; idem, Comorile faraonilor. Aquila 2000; idem, A fáraók aranya Budapest 2000 ISBN 978-963-590-138-8; idem, El oro de los faraones. Editorial Libsa, Alcobendas, Madrid 2001 ISBN 978-84-662-0128-5